# 和田優子
和田優子（わだ ゆうこ、1958年3月13日 - ）は、日本美容研究家、「和田商事株式会社」代表取締役、「ミス日本コンテスト事務局」シニアマネージャー。前「和田研究所」室長、前「ミス日本コンテスト」大会委員長。現存する日本最古で最長のミス・コンテスト「ミス日本」の第9回（1977年度）『ミス日本』、第10回（1978年度）『ミス日本』受賞。法政大学文学部英文学科卒業、神奈川県川崎市出身。旧姓は田中優子。義父は美容研究家で「和田式フィギュアリング」考案者の和田静郎。叔母は女優の木暮実千代。

## 来歴
1958年（昭和33年）、神奈川県川崎市生まれ。川崎市立戸手小学校、川崎市立御幸中学校、神奈川県立川崎高等学校を卒業。
法政大学文学部英文学科入学。大学2年生のときに『ミス川崎』に選出。同時にミス日本コンテストに応募しており、見事『1977年度ミス日本』に受賞。翌年も『1978年度ミス日本』に選ばれ、2年連続でミス日本の名誉を授与した。当時の名前は旧姓・田中優子。
その後、それをきっかけにミス日本を主催する和田研究所創始者である和田静郎の次男・和田薫と結婚。同研究所が提唱するダイエット法「和田式フィギュアリング」の普及・啓蒙に努める。
1982年（昭和57年）長男・健太郎（現ミス日本コンテスト事務局代表）を出産。
1983年（昭和58年）長女・あい（現ミス日本コンテスト大会委員長）を出産。
1996年（平成8年）「和田研究所」室長、「ミス日本コンテスト」大会委員長に就任。コンテストのファイナリスト受賞者（ミス日本候補生）や、体型に悩む女性に、「和田式フィギュアリング」による痩身・美容のアドバイスを送るとともに、コンテストファイナリストの講習会での美と健康についての指導に当たる。
1998年（平成10年）「和田商事株式会社」代表取締役就任。
2016年（平成28年）4月27日、25年間「ミス日本コンテスト大会委員長」を務めた功績が認められ、天皇・皇后が主催する春の園遊会に招待される
2020年（令和2年）7月31日、「ミス日本コンテスト」大会委員長退任。同時に「和田研究所」室長退任。
2020年（令和2年）8月1日、「ミス日本コンテスト事務局シニアマネージャー」就任。母娘バトンタッチする形で娘のあいが「ミス日本コンテスト大会委員長」就任した。同時に母息子バトンタッチする形で息子の健太郎が「和田研究所」所長就任。

## 人物
- ルーレットの腕前をプロ級[10]
- 趣味はバレーボール、空手[10]
- 学生時代は文系少女。小説やミステリーものを書いていた[10]

## 和田家
- 和田静郎（美容家、義父）「和田式フィギュアリング」（別称に「和田式ダイエット」「ミス日本式ダイエット」など）考案者[4]。
- 和田浩太郎（美容家、義兄）元ミス日本審査員。日本航空123便墜落事故で急逝[5]。
- 和田要子（美容体育研究家、浩太郎の妻）和田研究所指導者を経て独立。株式会社アッパー代表取締役社長[11]
- 和田薫（美容家、夫）一般社団法人ミス日本協会会長[4]
- 和田健太郎（息子）ミス日本コンテスト事務局代表、和田研究所長（2020年～現在）[5][4]
- 和田あい（娘）ミス日本コンテスト大会委員長（2020年～現在）[5][4]
- 木暮実千代（伯母）女優、本名は和田つま[12]
- 黒川鍾信（再従兄妹）作家[12]

## 出演

### テレビ
- 「知っとこ！」（TBSテレビ）[13] - ミス日本特集
- 「さまぁ〜ずの神ギ問」（フジテレビ）[13] - 「元ミス日本のお婆ちゃんは今でも綺麗なの？」という疑問に回答

## 著書
- 「腸洗浄があなたの老化を予防する : 十年先を考えて今から始めるシャワラー健康法」（文芸社・2001年12月刊行）[4] ISBN 4835525108
- 「ミス日本式ビューティ・ダイエット」（日本文芸社・2002年10月刊行）[3] ISBN 4537201649
- 「美しくやせるボディ・デザイン・ダイエット」（二見書房・2004年9月刊行）[10] ISBN 4576041428
- 「50年間変わらず受け継がれてきたミス日本式ダイエット」（サンクチュアリ出版・2010年1月22日刊行）[5]　ISBN 4861139384